# Кертис F6C
Кертис F6C (енгл. Curtiss F6C Hawk) је амерички морнарички ловац. Авион је први пут полетео 1925. године. 

Највећа брзина авиона при хоризонталном лету је износила 255 km/h.
Распон крила авиона је био 11,43 метара, а дужина трупа 6,86 метара. Празан авион је имао масу од 898 килограма. Нормална полетна маса износила је око 1438 килограма. Био је наоружан са два синхронизована митраљеза калибра 7,62 mm.

## Наоружање
| Наоружање авиона: Кертис       |            |
| Ватрено (стрељачко) наоружање  |            |
| Топ                            |            |
| Митраљез                       |            |
| Број и ознака митраљеза        | 2          |
| Калибар                        | 7,62       |
| Бомбардерско наоружање (бомбе) |            |
| Класичне авио бомбе            | лаке бомбе |
| Ракетно наоружање (ракете)     |            |